# 세묜 옐리스트라토프
세묜 안드레예비치 옐리스트라토프(러시아어: Семён Андре́евич Елистра́тов, 1990년 5월 3일~)는 러시아의 쇼트트랙 선수이다. 2014년 동계 올림픽에서 남자 계주 금메달을 획득한 러시아팀의 일원이다.